# Hahnville
Hahnville es un lugar designado por el censo ubicado en la parroquia de St. Charles en el estado estadounidense de Luisiana. En el Censo de 2010 tenía una población de 3344 habitantes y una densidad poblacional de 198,36 personas por km².

## Geografía
Hahnville se encuentra ubicado en las coordenadas 29°57′43″N 90°25′13″O / 29.96194, -90.42028. Según la Oficina del Censo de los Estados Unidos, Hahnville tiene una superficie total de 16.86 km², de la cual 14.4 km² corresponden a tierra firme y (14.61%) 2.46 km² es agua.

## Demografía
Según el censo de 2010, había 3344 personas residiendo en Hahnville. La densidad de población era de 198,36 hab./km². De los 3344 habitantes, Hahnville estaba compuesto por el 51.05% blancos, el 46.95% eran afroamericanos, el 0.3% eran amerindios, el 0% eran asiáticos, el 0.09% eran isleños del Pacífico, el 0.45% eran de otras razas y el 1.17% pertenecían a dos o más razas. Del total de la población el 2.81% eran hispanos o latinos de cualquier raza.